# Коллинсон, Питер (ботаник)
Питер Коллинсон (англ. Peter Collinson; 28 января 1694, Лондонский Сити, Лондон — 11 августа 1768, Mill Hill, Большой Лондон) — английский ботаник, натуралист (естествоиспытатель) и квакер.

## Биография
Питер Коллинсон родился в Англии в Лондоне 28 января 1694 года. Был естествоиспытателем Лондоне. Питер Коллинсон был также торговцем шёлком и бархатом.
Вёл переписку со многими учёными. Питер Коллинсон вёл переписку с выдающимся шведским учёным Карлом Линнеем с 24 мая 1739 года до 16 ноября 1762 года.  Популизировал работы Карла Линнея. Питер Коллинсон умер в Англии в городе Брентвуд 11 августа 1768 года.

## Научная деятельность
Питер Коллинсон специализировался на семенных растениях.